# Buzara circumducta
Buzara circumducta là một loài bướm đêm trong họ Erebidae.